# Бойга багатоплямиста
Бойга багатоплямиста (Boiga multomaculata) — отруйна змія з роду Бойга родини Вужеві.

## Опис
Загальна довжина коливається від 70 см до 1,05 м. Голова трикутна з коричневою плямою у формі стрілки, що проходить через очі. Позаду верхньої щелепі є 2 подовжених зуба. Тулуб довгий, стрункий. Хвіст довгий і тонкий. Забарвлення жовтувато—коричневого кольору з великими темно—коричневими плямами. З боків проходить рядок з дрібніших коричневих плям.

## Спосіб життя
Полюбляє лісисту місцину, іноді зустрічається у полі. Веде тільки нічний спосіб життя. Гарно лазить по низьким чагарниках та добре пересувається по землі, іноді трапляється на дахах сільських будівель. Протягом дня ховається під скелями та іншими руїнами. Живиться ящірками, особливо геконами.
Це яйцекладна змія. Самиця відкладає відкладає влітку 4—7 яєць.

## Розповсюдження
Мешкає від східної Індії до південного Китаю та Індонезії.